# دم زيوس
دم زيوس (بالإنجليزية: Blood of Zeus)‏ هو مسلسل رسوم متحركة للكبار عرض على منصة نتفليكس في 27 أكتوبر 2020. شارك في المسلسل ديريك فيليبس، جايسون أومارا، كلوديا كريستيان، مامي غومر، كريس ديامانتوبولوس، جيسيكا هنويك وميلينا كاناكاريديس.